# Rotschnabel-Brillenvanga
Der Rotschnabel-Brillenvanga (Prionops caniceps) oder Rotschnabel-Brillenwürger ist eine Vogelart aus der Unterfamilie der Brillenwürger (Prionopinae) innerhalb der Familie der Vangawürger (Vangidae).
Die Art wurde oft als konspezifisch mit dem Gabunbrillenvanga (Prionops rufiventris) angesehen, unterscheidet sich aber im Kopfmuster und im Ruf.
Der Vogel kommt in Westafrika vor, in Zentralafrika findet sich stattdessen der Gabunbrillenvanga.
Der Lebensraum umfasst feuchten Tieflandwald und Galeriewald, auch hohen Sekundärwald, dichten Uferbewuchs, Waldrand, alte Plantagen bis 700 m Höhe in Guinea, sonst bis 1100 m.
Der Artzusatz kommt von lateinisch canus ‚grau‘ und lateinisch -ceps ‚köpfig‘.
Dieser Brillenwürger ist ein Standvogel.

## Merkmale
Die Art ist 18–23 cm groß und wiegt 42–62 g, mit dem roten Schnabel und blassem Kopf auffallend. Der Kopf ist von der Stirn über den Scheitel bis unter die Augen und die Zügel blaugrau, ansonsten einschließlich Kinn und Kehle schwarz mit schwarzem Halsband. Die Oberseite ist grünlich glänzend schwarz, die Flügel sind schwarz, die Handschwingen tragen eine breite weiße Binde, die Schwanzoberseite ist schwarz und glänzend. Die Brust ist weiß und kontrastiert zur schwarzen Kehle und der gelbbraunen Unterseite. Die Flügelunterseite ist dunkelgrau. Die Iris ist gelb, der enge orange-rote Augenring ist tief eingesunken im Federkleid, der rote Schnabel ist sehr auffällig, die Beine sind orange-rot. Die Geschlechter unterscheiden sich nicht. Jungvögel sind brauner und gestreifter ohne blau-grauen Scheitel, aber mit schwarzem Augenstreif, kaum ausgeprägtem Augenring, braunen Augen und schwärzlichem Schnabel.

## Geografische Variation
Es werden folgende Unterarten anerkannt:
- P. c. caniceps (Bonaparte, 1850), Nominatform – Guinea und Mali bis Togo
- P. c. harterti (Neumann, 1908), – Benin  bis Kamerun, das Blau-grau des Scheitels reicht weiter herab über Wangen und Ohrdecken, die Unterseite ist blasser gelbbraun und unschärfer gegen die weiße Brust abgegrenzt

## Stimme
Der Vogel ist sehr ruffreudig, die Rufe werden als "wrrraak, wrraak" beschrieben, eher weich und trocken, andere durchdringender und harscher. Es gibt auch Wechselgesang. In Kamerun wird der typische Ruf als "kui-kui, kui-kui" beschrieben, ähnlich dem des Gabunbrillenvangas (Prionops rufiventris). Ferner kommen plötzliche laute Ausbrüche "tche tchew tchew" vor, auch quengelnde Laute und Schnabelklappern.

## Lebensweise
Die Nahrung besteht hauptsächlich aus Insekten, die in mittlerer Baumhöhe (10–20 m) gesucht und meist im Fluge gejagt werden, auch werden Pflanzensamen und Früchte gefressen. Die Art tritt bevorzugt in kleinen Gruppen von 4–8, mitunter bis zu 20 Vögeln auf, auch in gemischten Jagdgemeinschaften, gerne mit dem Weißschopf-Brillenwürger (Prionops plumatus) und anderen.
Die Brutzeit liegt wohl zwischen Dezember und Februar sowie im Juli, es wird über 2 Bruten jährlich berichtet, wahrscheinlich findet gemeinschaftliche Brutaufzucht („cooperative breeding“) statt. Das Nest ist weit oben in den Bäumen. Möglicherweise kommt auch Parasitismus durch den Dickschnabelkuckuck (Pachycoccyx audeberti) vor.

## Gefährdungssituation
Der Bestand gilt als „nicht gefährdet“ (Least Concern).